# Josep Folc de Cardona i d'Erill
Josep Folc de Cardona i d'Erill (Madrid, 1651 - Viena, 16 de juliol de 1729), comte de Cardona del Sacre Imperi i posteriorment Príncep imperial de Cardona, fou un noble vinculat a la Casa d'Àustria, que passà els primers anys de la seva vida entre les Corts de Madrid i de Viena, si bé amb fort arrelament al Regne de València, on hi desenvolupà la seva principal activitat política durant el regnat de l'Arxiduc Carles. Acompanyà a aquest a Barcelona, on passà al servei de l'arxiduquessa Elisabet Cristina, a la que seguí quan se'n tornà cap a Viena, on Josep Folc de Cardona passà els darrers anys de la seva vida, amb voluntat de continuar la seva Casa de Cardona en aquelles terres.

## Antecedents familiars
El seu pare era Alfons de Cardona i Milà d'Aragó, primer marquès de Castellnou, virrei de Mallorca (1633 -1640), gentilhome de cambra de Felip IV, conseller de guerra, majordom major i sumiller de corps de Joan Josep d'Àustria. La seva mare era Margarida Teresa d'Erill, comtessa d'Erill, segona esposa de l'anterior. Formava part, doncs, d'una família catalana de l'alta noblesa, arrelada també al Regne de València.

## Biografia
L'any 1666, la comtessa d'Erill, la seva mare, es traslladà amb els seus tres fills menors en aquela data (Josep Folc i dues germanes d'aquest), a la cort de Viena, al servei de l'emperadriu Margarida d'Àustria, filla de Felip IV.
A la cort de Viena Josep Folc fou nomenat als 16 anys (1667) gentilhome de cambra de l'emperador Leopold; capità de cavalls cuirassa (1669), tinent coronel (1670), coronel (1671) i general de cavalleria. El 1673 li fou concedit el títol de comte de Cardona del Sacre Imperi.
En morir l'emperadriu Margarida, el 1673, Josep Folc tornà a Madrid, juntament amb la seva mare. Allí li fou concedit l'hàbit de l'orde de Montesa (1675) i el títol de comanador d'Alcalà de Xivert, de la indicada orde (1677).
El 1677 es casà amb Manuela Pardo de la Casta y Rocafull, filla del marquès de la Casta i baró d'Alaquàs i Bolbait. L'any següent tornà a Viena com a enviat extraordinari de Carles II, a fi de donar l'enhorabona a l'emperador pel naixement del seu fill, el futur Josep I.
Va tenir un paper destacat a la conspiració austriacista del Regne de València del 17 de desembre del 1705. Va ser nomenat virrei del Regne de València a primers de febrer del 1706 i amb l'arribada de l'Arxiduc Carles d'Àustria a València, el 1707, s'incorporà al Consell Polític i al Militar d'aquest.
En la seva condició de virrei de València va continuar amb la seva escalada d'honors i títols. En tal sentit va reclamar el marquesat de Guadalest i la dignitat d'almirall d'Aragó, vacants per la mort sense successió, el 1699, del VII marquès, Isidre Tomàs Folc de Cardona. Tal petició donà lloc al corresponent litigi amb altres pretendents, però Josep Folc, sense esperar-ne al resultat, ja adoptà els citats títols i honors de marquès i almirall, i fins i tot adoptà el pseudònim de Sanç de Cardona i Roís de Liori, que corresponia al nom del primer marquès de Guadalest. També va pledejar per a obtenir el títol de marquès de "Castellnovo", per mort del seu nebot, darrer marquès, sense descendència masculina.
El 7 de març de 1707 sortí de València amb el monarca i la seva Cort, que s'establí a Barcelona. Aquell mateix any fou nomenat majordom major de l'arxiduquessa Elisabet Cristina de Brunsvic-Wolfenbüttel, l'anà a buscar a Gènova per acompanyar-la al Principat de Catalunya el 1708. Amb la marxa del rei va passar a formar part de la Junta de Regència de la reina Elisabet Cristina.
El 1709 va rebre el títol de Grande de España.
El 19 de març de 1713 va marxar amb el seguici de la reina cap a Viena, on es va instal·lar i va ser nomenat príncep del Sacre Imperi (Príncep de Cardona) (1716) i president del Consell de Flandes (1717). A més de totes aquestes mercès i honors rebé de Carles VI un sou de 10.000 florins a l'any i la gràcia de la ciutat i districte de Virovítica a Eslavònia. Com a pas previ, tant ell com els seus nebots varen rebre la nacionalitat hongaresa, que els obria les portes per a convertir-se en grans propietaris.